# Późna
Późna [ˈpuʑna] (deutsch Pohsen; niedersorbisch Póžym) ist ein Dorf und ein Schulzenamt (Sołectwo) in der Landgemeinde Gubin (Guben) im Powiat Krośnieński (Crossen) in der polnischen Woiwodschaft Lebus. Das Dorf Pohsen gehört seit 1945 zu Polen, ein Teil des früheren Gemeindegebiets liegt heute im Gebiet der Gemeinde Schenkendöbern im deutschen Bundesland Brandenburg. Bis zum 15. Januar 1976 war Późna ein Dorf der Landgemeinde Grabice.

## Lage
Późna liegt im polnischen Teil der Niederlausitz am östlichen Ufer der Lausitzer Neiße und somit unmittelbar an der Grenze zu Deutschland. Umliegende Ortschaften sind Albertinenaue (Wohnplatz der Gemeinde Schenkendöbern) im Norden, Markosice im Nordosten, Nowa Wioska und Brzozów im Osten, Strzegów im Süden und Grießen (Ortsteil von Jänschwalde) im Westen.

## Geschichte

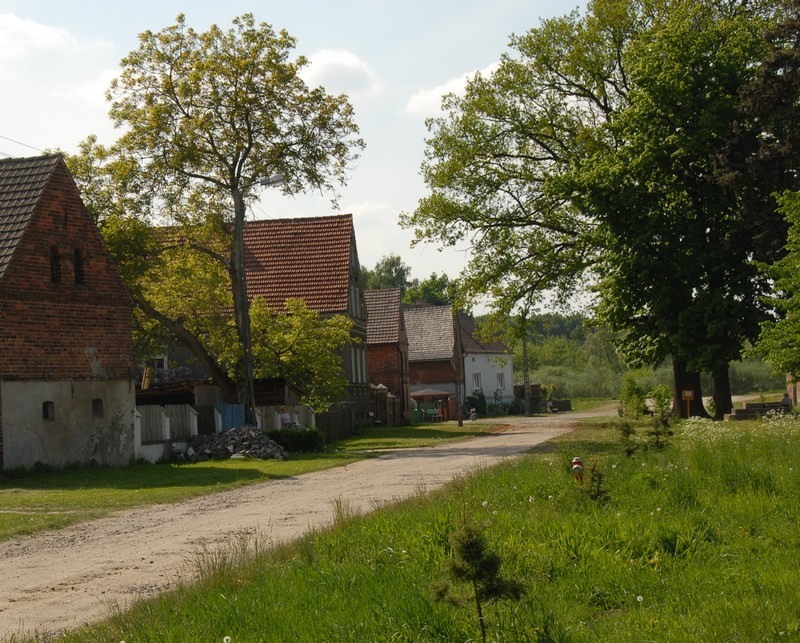
Ortsmitte

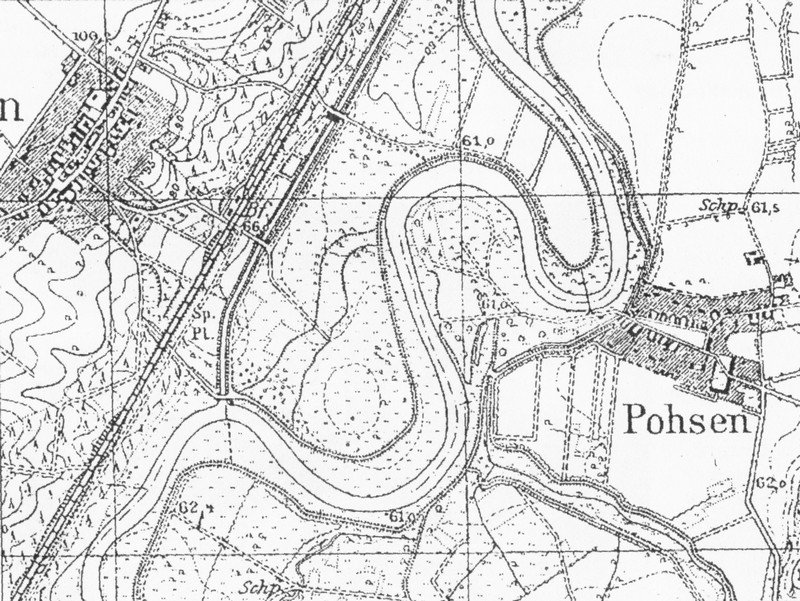
Lage von Pohsen auf einer Karte von 1890

Erstmals urkundlich erwähnt wurde der Ort in einer Urkunde vom 1. Mai 1000 mit dem Namen Pozdientin bzw. Pozdicum. Der Ortsname ist vom sorbischen Personennamen Božimir abgeleitet. Unter Markgraf Dedo III. kam Pohsen in den Besitz des Benediktinerinnenklosters Guben. Nach der Reformation wechselte der Ort mehrfach seine Besitzer. 1541 wurde Pohsen grundherrschaftlich aufgeteilt und kam in den Besitz der Adelsgeschlechter Radstock und Lockowien. Lange war der Ort dem Gubenischer Kreis zugehörig. Der örtliche Gutsherr Karl August von Kracht war damals einflussreicher Landesdepurtierter dieser Verwaltungseinheit.
Bis 1806 gehörte der Ort zum Kurfürstentum Sachsen und danach zum Königreich Sachsen. Aufgrund der Beschlüsse auf dem Wiener Kongress musste Sachsen die Niederlausitz im Jahr 1815 an das Königreich Preußen abtreten. In Preußen wurde im folgenden Jahr eine umfassende Gemeindereform durchgeführt, seitdem gehörte die Landgemeinde Pohsen zum Landkreis Guben in der Provinz Brandenburg. In der Topografisch-statistischen Übersicht des Regierungsbezirks Frankfurt a.d.O. aus dem Jahr 1844 waren für Pohsen 30 Wohngebäude und 189 Einwohner gelistet. Zur Gemeinde gehörten damals zwei Vorwerke, darunter auch der nördlich der Lausitzer Neiße gelegene Hof Albertinenaue, und eine Ziegelei. Kirchlich gehörte Pohsen zu Markersdorf. Bis 1867 stieg die Einwohnerzahl auf 209, zudem gehörten neben den Vorwerken und der Ziegelei nun noch eine Wassermühle zum Dorf.
Durch Heirat der Witwe des Heinrich Alexander von Kracht-Pohsen, Juliane von Kracht-Reichersdorf mit Karl Gottlob von Rex, gelangte Gut Pohsen kurz in das Besitztum der Familie von Rex. Erbe wurde aber deren dritter Sohn Paul von Kracht (1836–1910), kgl. preuß. Major und herzogl. schlesw.-holst. Hofmarschall. Er ehelichte 1866 Klara Freiin von Hausen. So kam Gut Pohsen zwischenzeitlich an die Freiherren von Hausen. 1879 verzeichnet daher das Generaladressbuch der Rittergutsbesitzer Preußen Klara Freifrau von Hausen als Gutsherrin. Ihr Besitz betrug 495 ha. Die Familie des Offiziers Paul von Kracht und der Klara Freiin von Hansen (1845–1921) aus Pohsen lebte ab etwa 1907 in Dresden.
Ab 1874 gehörte die Landgemeinde Pohsen verwaltungstechnisch zum Amtsbezirk Strega. Bei der Volkszählung vom 1. Dezember 1910 hatte Pohsen 228 Einwohner. 1921 wurde das Gut Pohsen von dem Fabrikbesitzer Emil Rumsch gekauft. Zu diesem Zeitpunkt gab es in Pohsen noch ein zweistöckiges Gutshaus mit Wirtschaftshof, von diesem sind inzwischen nur noch die Grundmauern vorhanden. Bis 1925 stieg die Einwohnerzahl auf 232, später, 1939 hatte Pohsen nur noch 220 Einwohner. Ende der 1920er Jahre ist wieder eine Frau die Gutsbesitzerin, die Forster Fabrikbesitzerin Frau E. Rumsch. Als Verwalter agierte Paul Rumsch. Zum Gut Pohsen gehörte das Vorwerk Albertinaue, Gesamtgröße nur noch 75 ha. Es muss in den Zwischenjahrzehnten zu größeren Verkäufen von Gutsflächen gekommen sein.
Im Februar 1945 wurde Pohsen von der Roten Armee besetzt. Nach dem Ende des Zweiten Weltkrieges wurde der Amtsbezirk Strega aufgelöst. Da das Gemeindegebiet von Pohsen auf beiden Seiten der Lausitzer Neiße lag, wurde das Gemeindegebiet nach der Festlegung der Oder-Neiße-Grenze aufgeteilt, der südliche Teil des Gemeindegebietes mit dem Dorf Pohsen kam zu Polen, der nördliche Teil der Gemeinde mit dem Ortsteil Albertinenaue wurde Teil der Sowjetischen Besatzungszone und in die Gemeinde Taubendorf umgegliedert. Pohsen wurde in Późna umbenannt, die deutschen Einwohner vertrieben und der Ort durch polnische Neusiedler bezogen. In Polen gehörte die Siedlung zunächst zur Woiwodschaft Posen.
Am 28. Juni 1946 wurde Późna nach Markosice eingemeindet. 1950 kam das Dorf zur Woiwodschaft Zielona Góra. 1951 wurde im Ort eine Landwirtschaftliche Produktionsgenossenschaft gegründet, die fünf Jahre später wieder aufgelöst wurde. Im Oktober 1954 wurden die Landgemeinden im Zuge einer Verwaltungsreform aufgelöst und durch Gromadas ersetzt, dabei wurde Markosice mit Późna in die Gromada Strzegów eingegliedert.
Am 1. Januar 1958 wurde die Gromada Strzegów in die Gromada Grabice eingegliedert. Diese wurde am 1. Januar 1973 in eine Landgemeinde (Gmina wiejska) umgewandelt. Am 15. Januar 1976 fusionierte Grabice mit den Landgemeinden Stargard Gubiński und Wałowice zu der neuen Landgemeinde Gubin. Seit 1999 gehört Późna zur Woiwodschaft Lebus.

## Archiv-Quellen (Auszug)
- Rudolf [II.], römisch-deutscher Kaiser, König von Böhmen und Markgraf der Lausitz, verkauft Wolf Ernst von Beerfelde Dorf und Gut Pohsen für 7.900 Taler – zu je 36 schlesischen Groschen oder 72 Kreuzern. Von der Kaufsumme verbleiben dem Käufer 2.900 Taler zur Unterhaltung des Gutes. 37 Pohsen U 1 F
- Friedrich August [I.], König von Polen, Kurfürst und Herzog von Sachsen und Markgraf der Lausitz, erteilt in Vormundschaft Moritz Wilhelms, Herzogs von Sachsen-Merseburg und Markgrafen der Niederlausitz, Christian Gottlieb von Löben die Genehmigung zur hypothekarischen Belastung sei. 37 Pohsen U 2 D, In: Brandenburgisches Landeshauptarchiv (BLHA)
- Friedrich v. Löben zu Griesen gegen seinen Bruder Gottlieb v. Löben auf Pohsen wegen schlechter Verwaltung des Gutes Pohsen und Erbschaftsangelegenheiten; 1706–1708 (Akte). 17B 2173, In: BLHA
- Gut Pohsen, Kr. Guben - Urkunden; 1603-1704 (Bestand), In: BLHA 37 Pohsen U; Rep. 37.